# Cinnamomum ilicioides
Cinnamomum ilicioides är en lagerväxtart som beskrevs av Auguste Jean Baptiste Chevalier. Cinnamomum ilicioides ingår i släktet Cinnamomum och familjen lagerväxter. Inga underarter finns listade i Catalogue of Life.